# Großer Beerberg
Großer Beerberg is een berg in Suhl, Duitsland.
De Großer Beerberg is onderdeel van het Thüringer Woud, en tevens het hoogste punt van de deelstaat Thuringen.